# Spanje op de Olympische Zomerspelen 1976
Spanje nam deel aan de Olympische Zomerspelen 1976 in Montréal, Canada. Met twee zilveren medailles waren het, wat betreft het aantal medailles, de meest succesvolle Spelen voor Spanje sinds 1928. Sinds die tijd was nooit meer goud gewonnen en werd telkens maximaal 1 keer zilver behaald.

## Medaillewinnaars

### 2Zilver
- José María Esteban, José Ramón López, Herminio Menéndez en Luis Gregorio Ramos - Kanoën, mannen k4 1.000m kajak, kwartet
- Antonio Gorostegui en Pedro LLuís Millet - Zeilen, mannen 470 team

## Deelnemers en resultaten per onderdeel

### Atletiek
Mannen, 800 meter
- Andrés Ballbé
  - Serie - 1.48,38 (→ ging niet verder)

Mannen, 10.000 meter
- Mariano Haro
  - Serie - 28.11,66
  - Finale - 28.00,28 (→ 6e plaats)
- José Luis Ruiz
  - Serie - 31.03,43 (→ ging niet verder)

Mannen 4x100m estafette
- José Luis Sánchez (atleet), Luis Sarriá, Francisco Javier García en Javier Martínez
  - Serie - 39,93
  - Halve finale - DSQ (→ ging niet verder)

Mannen, marathon
- Agustin Fernández - 2:28.37 (→ 46e plaats)
- Antonio Baños - 2:31.01 (→ 51e plaats)
- Santiago Manguan - niet gefinisht (→ niet geklasseerd)

Mannen, hoogspringen
- Juan Carrasco
  - Kwalificatie - 2,05 m (→ ging niet verder)
- Francisco Martín
  - Kwalificatie - 2,05 m (→ ging niet verder)

Mannen, verspringen
- Rafael Blanquer
  - Kwalificatie - 6,19 m (→ ging niet verder)

Vrouwen, 800 meter
- Carmen Valero
  - Serie - 2.06,14 (→ ging niet verder)

Vrouwen, 1.500 meter
- Carmen Valero
  - Serie - 4.17,65 (→ ging niet verder)

### Boksen
Mannen, tot 48 kg
- Enrique Rodríguez
  - Eerste ronde - Verloor van Serdamba Batsuk (MGL), RSC-3

Mannen, tot 51 kg
- Vicente Rodríguez
  - Eerste ronde - bye
  - Tweede ronde - Versloeg Mbarek Zarrougui (MAR), RSC-2
  - Derde ronde - Verloor van Ung Jo-Jong (PRK), 2:3

Mannen, tot 54 kg
- Juan Francisco Rodríguez
  - Eerste ronde - bye
  - Tweede ronde - Verloor van Charles Mooney (USA), 1:4

Mannen, tot 60 kg
- Antonio Rubio
  - Eerste ronde - bye
  - Tweede ronde - Verloor van Reinaldo Valiente (CUB), 0:5

Mannen, tot 63,5 kg
- José Manuel Gómet
  - Eerste ronde - Verloor van Narong Boonfuang (THA), KO-1

### Kanovaren
Mannen
- Fernando Henríquez
- Guillermo Del Riego
- Herminio Menéndez
- José María Esteban
- José Ramón López
- José Seguín
- Luis Gregorio Ramos

### Wielersport
Mannen individuele wegwedstrijd
- Bernardo Alfonsel - 4:47:27 (→ 10e plaats)
- Rafael Ladrón - 4:49:01 (→ 32e plaats)
- Juan José Moral - 4:49:01 (→ 33e plaats)
- Paulino Martínez - niet gefinisht (→ niet geklasseerd)

### Schoonspringen
- Carmen Belén Núñez
- Conchita García
- Ricardo Camacho

### Gewichtheffen
Mannen
- Angel Francisco

### Hockey

#### Mannentoernooi
- Voorronde (Groep B)
  - Versloeg West-Duitsland (4-1)
  - Gelijk tegen Pakistan (2-2)
  - Gelijk tegen Nieuw-Zeeland (1-1)
  - Verloor van België (2-3)
- Play-Off Wedstrijd Groep B
  - Verloor van Nieuw-Zeeland (0-1, na verlenging)
- Kwalificatiewedstrijden
  - 5e-8e plaats: Versloeg Maleisië (2-1)
  - 5e-6e plaats: Verloor van West-Duitsland (1-9) → 6e plaats
- Spelers
  - Agustín Churruca
  - Agustín Masana
  - Francisco Codina
  - Francisco Fábregas
  - Francisco Segura
  - Jaime Arbós
  - Jorge Fábregas
  - José Sallés
  - Juan Amat
  - Juan Arbós
  - Juan Colomer
  - Juan Pellón
  - Luis Alberto Carrera
  - Luis Twose
  - Ramón Quintana
  - Ricardo Cabot
- Hoofdcoach: Horst Wein

### Judo
Mannen
- José Luis de Frutos
- Juan Carlos Rodríguez

### Paardensport
- Alfonso Segovia
- Eduardo Amorós
- José María Rosillo
- Luis Alvarez de Cervera

### Voetbal

#### Mannentoernooi
- Voorronde (Groep A)
  - Verloor van Brazilië (1-2)
  - Verloor van Oost-Duitsland (0-1)

→ ging niet verder
- Spelers
  - Alberto Victoria
  - Antonio Olmo
  - Enrique Saura
  - Esteban Vigo
  - Francisco Javier Bermejo
  - Francisco San José
  - Isidoro San José
  - José Mariano Pulido
  - José Vicente Sánchez
  - Juan Castillo
  - Juan Gómez
  - Luis Arconada
  - Miguel Mir
  - Pedro Camus
  - Santiago Idigoras
  - Secundino Suárez

### Turnen
Mannen
- Fernando Bertrand
- Gabriel Calvo
- Juan José de la Casa

Vrouwen
- Elisa Cabello
- Eloisa Marcos
- Mercedes Vernetta

### Zeilen
Mannen
- Alejandro Abascal
- Antonio Gorostegui
- Félix Anglada
- Félix Gancedo
- Humberto Costas
- Jesús Turró
- José Luís Doreste
- José María Benavides
- Juan Costas
- Pedro Luís Millet

### Schietsport
Mannen
- Eladio Vallduvi
- Enrique Camarena
- Esteban Azkue
- Jaime González Chas
- José Luis del Villar
- José María Pigrau
- Juan Avalos
- Juan Seguí
- Luis del Cerro

### Zwemmen
Mannen
- David López-Zubero
- Fernando Gómez-Reino
- Jesús Fuentes
- Jorge Comas
- José Bas
- Mario Lloret
- Miguel Lang
- Pedro Balcells
- Santiago Esteva

Vrouwen
- Antonia Real
- Magda Camps
- Montserrat Majo
- Rosa Estiarte
- Silvia Fontana

Amerikaanse Maagdeneilanden · Andorra · Antigua en Barbuda · Argentinië · Australië · Bahama's · Barbados · België · Belize · Bermuda · Bolivia · Bondsrepubliek Duitsland · Brazilië · Bulgarije · Canada · Chili · Colombia · Costa Rica · Cuba · Denemarken · Dominicaanse Republiek · Duitse Democratische Republiek · Ecuador · Egypte · Fiji · Filipijnen · Finland · Frankrijk · Griekenland · Groot-Brittannië · Guatemala · Haïti · Honduras · Hongarije · Hongkong · Ierland · IJsland · India · Indonesië · Iran · Israël · Italië · Ivoorkust · Jamaica · Japan · Joegoslavië · Kaaimaneilanden · Kameroen · Koeweit · Libanon · Liechtenstein · Luxemburg · Maleisië · Marokko · Mexico · Monaco · Mongolië · Nederland · Nederlandse Antillen · Nepal · Nicaragua · Nieuw-Zeeland · Noord-Korea · Noorwegen · Oostenrijk · Pakistan · Panama · Papoea-Nieuw-Guinea · Paraguay · Peru · Polen · Portugal · Puerto Rico · Roemenië · San Marino · Saoedi-Arabië · Senegal · Singapore · Sovjet-Unie · Spanje · Suriname · Thailand · Trinidad en Tobago · Tsjecho-Slowakije · Tunesië · Turkije · Uruguay · Venezuela · Verenigde Staten · Zuid-Korea · Zweden · Zwitserland